# Uzerte
L'Uzerte (ou la Luzerte, ou encore la Barmale) est un cours d'eau qui traverse les  départements des Pyrénées-Atlantiques et des Hautes-Pyrénées.

## Hydronyme
L'Uzerte est documentée sous la forme L'aiga aperada Usarte en 1429.
La forme Luzerte résulte de l'agglutination de l'article, ce qui est fréquent en hydronymie. Le phénomène inverse aurait pu s'envisager car Luz- est une base hydronymique productive dans le sud-ouest de la France, mais le mot Uzerte est clairement attesté en gascon pour indiquer une source qui jaillit lors des fortes pluies.

## Géographie
Elle prend sa source sur la commune de Ger et se jette dans le Lis à Saint-Lézer.

### Communes et départements traversés
Pyrénées-Atlantiques
- Ger, Montaner

Hautes-Pyrénées
- Ibos, Oroix, Saint-Lézer, Tarasteix

## Affluents
- Canal de Luzerte : (10,1 km)